# WTA de Acapulco de 2013
O WTA de Acapulco de 2013 foi um torneio de tênis feminino disputado em quadras de saibro na cidade de Acapulco, no México. Esta foi a 20ª edição. 

## Distribuição de pontos e premiação

### Pontuação
| Evento  | V   | F   | SF  | QF | Round of 16 | Round of 32 | Q  | Q3 | Q2 | Q1 |
| Simples | 280 | 200 | 130 | 70 | 30          | 1           | 16 | 10 | 6  | 1  |
| Duplas  | 280 | 200 | 130 | 70 | 1           | —           | —  | —  | —  | —  |

### Premiação
| Evento   | V       | F       | SF      | QF     | Round of 16 | Round of 32 | Q3   | Q2   | Q1   |
| Simples  | $37,000 | $19,000 | $10,200 | $5,340 | $2,950      | $1,725      | $950 | $700 | $500 |
| Duplas * | $11,500 | $6,000  | $3,200  | $1,700 | $900        | —           | —    | —    | —    |

* por dupla

## Chave de simples

### Cabeças de chave
| País | Jogadora               | Rank1 | Cabeça |
| ---- | ---------------------- | ----- | ------ |
| ITA  | Sara Errani            | 7     | 1      |
| ESP  | Carla Suárez Navarro   | 28    | 2      |
| FRA  | Alizé Cornet           | 36    | 3      |
| ROU  | Irina-Camelia Begu     | 45    | 4      |
| NED  | Kiki Bertens           | 47    | 5      |
| ITA  | Francesca Schiavone    | 53    | 6      |
| ESP  | Lourdes Domínguez Lino | 54    | 7      |
| SUI  | Romina Oprandi         | 57    | 8      |

- 1 Rankings como em 18 de fevereiro de 2013

### Outros participantes
As seguintes jogadoras receberam convites para a chave de simples:
- Ximena Hermoso
- Francesca Schiavone
- Ajla Tomljanović

As seguintes jogadoras entraram na chave de simples através do qualificatório:
- Eugenie Bouchard
- Catalina Castaño
- María José Martínez Sánchez
- Grace Min

A seguinte jogadora entrou na chave de simples como lucky loser:
- Sharon Fichman

### Desistências
Antes do torneio
- Sofia Arvidsson
- Edina Gallovits-Hall
- Polona Hercog
- Arantxa Rus (doença gastrointestinal)
- Anna Tatishvili
- Vera Zvonareva (lesão no ombro)

Durante o torneio
- Irina-Camelia Begu
- María Teresa Torró Flor

## Chave de duplas

### Cabeças de chave
| País | Jogador                | País | Jogador                     | Rank1 | Cabeça |
| ---- | ---------------------- | ---- | --------------------------- | ----- | ------ |
| LUX  | Mandy Minella          | USA  | Megan Moulton-Levy          | 144   | 1      |
| CZE  | Eva Birnerová          | CZE  | Renata Voráčová             | 146   | 2      |
| ESP  | Inés Ferrer Suárez     | ESP  | María José Martínez Sánchez | 164   | 3      |
| ESP  | Lourdes Domínguez Lino | ESP  | Arantxa Parra Santonja      | 174   | 4      |

- 1 Rankings como em 18 de fevereiro de 2013

### Outros participantes
As seguintes parcerias receberam convites para a chave de duplas:
- Ximena Hermoso /  Ana Sofía Sánchez
- Victoria Rodríguez /  Marcela Zacarías

## Campeões

### Simples
- Sara Errani venceu  Carla Suárez Navarro, 6–0, 6–4

### Duplas
- Lourdes Domínguez Lino /  Arantxa Parra Santonja venceram  Catalina Castaño /  Mariana Duque Mariño, 6–4, 7–6(7–1)